# Roberto De Simone
Pour les articles homonymes, voir De Simone.
Roberto De Simone est un acteur, compositeur et musicologue italien né le 25 août 1933 à Naples (royaume d'Italie) où il meurt le 6 avril 2025.

## Biographie
Roberto De Simone a été directeur du théâtre lyrique de Naples. Il a enseigné à l'académie des beaux-arts de Naples. Il a été directeur artistique du Teatro San Carlo et directeur du conservatoire San Pietro a Majella de Naples.

## Filmographie

### Comme acteur
- 1955 : Rêve d'amour (Suonno d'ammore)
- 1959 : I ladri : l'agent américain
- 1965 : La ragazzola
- 1965 : Question d'honneur (Una questione d'onore) : le bandit
- 1966 : La Chasse au renard (Caccia alla volpe) : Marcel Vignon
- 1967 : Don Giovanni in Sicilia d'Alberto Lattuada
- 1968 : Nos héros réussiront-ils à retrouver leur ami mystérieusement disparu en Afrique ? : Père Cerioni
- 1968 : La Bande à César (The Biggest Bundle of Them All) : oncle Carlo
- 1982 : Tele Terror (The Seduction) : le photographe
- 1982 : Quartier de femmes (The Concrete Jungle) : l'assistant de Parelli
- 2002 : Respiro

### comme compositeur
- 1975 : Quanto è bello lu murire acciso
- 1977 : Fontamara
- 1978 : La Fine del mondo nel nostro solito letto in una notte piena di pioggia

## Œuvres musicales
- La festa di Piedigrotta de Raffaele Viviani
- Lauda intorno allo Stabat
- La cantata dei Pastori
- La gatta Cenerentola
- L'opera buffa del Giovedì Santo
- Eden Teatro de Raffaele Viviani
- La Lucilla costante de Silvio Fiorillo
- Il Bazzariota, ovvero la dama del bell'umore de Domenico Macchia
- Le religiose alla moda de Gioacchino Dandolfo
- Le novantanove disgrazie di Pulcinella
- Mistero e processo di Giovanna d'Arco
- Messa di Requiem in memoria di Pier Paolo Pasolini
- Eleonora
- L'opera dei centosedici
- Populorum progressio